# Morning Star
Der Morning Star ist eine linksgerichtete britische Tageszeitung. 1930 als Daily Worker gegründet, erfolgte 1966 ihre Umbenennung.

## Geschichte
Die Zeitung ging aus der 1930 gegründeten Parteizeitung der Communist Party of Great Britain Daily Worker hervor und wird seit 1945 von einer unabhängigen Leservereinigung (People’s Press Printing Society) getragen.
Die letzte Ausgabe des Daily Worker erschien am 23. April 1966, die erste des Morning Star am 25. April 1966.
Eine Online-Version der Zeitung gibt es seit April 2004. Seit 2009 werden alle Inhalte online frei verfügbar gemacht. Seit 2012 wird täglich ein E-Paper der vollständigen Zeitung kostenpflichtig veröffentlicht.
2005 belief sich die Druckauflage auf 13.000 bis 14.000 Exemplare.
Der Morning Star sieht sich als die „einzige sozialistische Tageszeitung Großbritanniens“ („Britain's only socialist daily“).

## Außenwahrnehmung
Anlässlich der Ernennung des Chefredakteurs Ben Chacko lobte der Labour-Abgeordnete und spätere Parteichef Jeremy Corbyn den Morning Star als „die wertvollste und einzige Stimme, die wir in den täglichen Medien haben“.

## Chefredakteure
- 1930 bis 1933: William Rust
- 1933 bis 1935: Jimmy Shields
- 1935 bis 1936: Idris Cox
- 1936 bis 1938: Rajani Palme Dutt
- 1938 bis 1939: Dave Springhall
- 1939: John Ross Campbell
- 1939 bis 1949: William Rust
- 1949 bis 1959: John Ross Campbell
- 1959 bis 1974: George Matthews
- 1974 bis 1995: Tony Chater
- 1995 bis 2009: John Haylett
- 2009 bis 2012: Bill Benfield
- 2012 bis 2014: Richard Bagley
- seit 2014: Ben Chacko